# 千鳥の鬼レンチャン
『千鳥の鬼レンチャン』（ちどりのおにレンチャン）は、フジテレビ系列で2022年5月1日から毎週日曜日に放送されているバラエティ番組。2025年4月13日より毎週日曜日 19:00 - 20:54（JST）に放送されている。

## 概要
挑戦者が、特定のテーマに沿った「連続クリア・連続正解」にチャレンジ。その模様をスタジオの千鳥とかまいたちがモニターで見ながら「より多くのレンチャン（連続成功数）を重ねられるのはどちらか」を予想し、その合計数で勝敗を競うゲームバラエティ。
2020年から計4回放送された不定期特番がいずれも好評を博したため、2022年5月1日からレギュラー放送が始まった。
2023年2月19日の放送回にて当番組をベースにした『FNS27時間テレビ』の生放送、および千鳥・かまいたち・ダイアンの3組がMCを務めることが決定した。
2023年の夏に「FNS27時間テレビ 鬼笑い祭」内で、当番組とFNS歌謡祭がコラボした「FNS鬼レンチャン歌謡祭」が生放送され、2024年5月29日（水曜日）18:30 - 21:54（一部の放送局は21:48飛び降りネット）に第2弾が生放送された。MCの千鳥とかまいたちは、「鬼レンチャン」のV5スタジオからツッコミとヤジを交えながら見届けた。ダイアンは「FNS歌謡祭」のステージから生出演した。前回に続き大悟がプロデュースを担当し、「鬼レンチャン」ファミリーと豪華アーティストのスペシャルコラボで生ライブを行った。そして2025年7月27日の鬼レンチャンで、同年秋に第3回が放送されることが判明した。
2024年6月9日放送分にてベース番組から外れたものの、2年連続で『27時間テレビ』の参加が決定したことが発表され、7月20日の27時間テレビ放送中に、昨年と同様の「サビだけカラオケ タッグモード大会」が実施され、「鬼レンチャン」軍と今年のベース番組である「新しいカギ」軍による対決が行われた。
2023年から2025年3月までは日曜19時枠の『千鳥のクセスゴ!』と交互に2時間スペシャル（19:00 - 21:00）を放送する編成が続いていたが、2025年4月からは同番組が同年3月2日に終了したのに伴い、その後継番組として1時間前拡大6分縮小の19:00 - 20:54となり、毎週放送されるようになった。またローカルセールス枠が廃止されるため全局フルネットとなる。

### 視聴率
世帯視聴率は平均5パーセント〜6パーセント台と苦戦しているが、2〜3時間スペシャル時C層の視聴率は同時間帯横並びトップになることもある。

## 出演者
MC
- 大悟・ノブ（千鳥）

対決パネラー
- 山内健司・濱家隆一（かまいたち）

コーナーレギュラー
- 津田篤宏（ダイアン）

天の声
- ユースケ（ダイアン）

## コーナー・ルール
基本的に事前に収録したチャレンジの模様を放送する。なお、記録の単位は○曲、○回などではなく、全て○レンチャンで固定されている（千鳥軍とかまいたち軍の得点は○ポイント）。

### サビだけカラオケ
特番時代からほぼ毎回行われている当番組のメインコーナー。楽曲のサビを音程を外すことなく10曲連続で歌いきると、賞金100万円を獲得できる。ただし、音程を半音でも外す、歌うタイミングがずれる、ロングトーンの伸ばしが足りないなどのミスをすると即終了・チャレンジ失敗。歌詞や音程バーは挑戦者の目の前にあるモニターに映し出されている。歌詞の間違いやビブラート、こぶし、しゃくりなどの歌唱技法による音程の揺らぎは許容される。課題曲は1曲ごとに番組が選んだ5曲から選ぶ（男性が女性ボーカル曲を、女性が男性ボーカル曲を選ぶこともできる）。ただし、挑戦者自身の持ち歌をリクエストしたり過去の挑戦で一度クリアした曲は歌うことができない（タッグモード、TVer特別編では一度クリアした曲でも挑戦可能）。最大1オクターブまでキーの設定を上下させて歌唱することも可能。
一部挑戦者は、尺の都合や撮れ高・戦績に応じて、クリアした曲をダイジェスト形式で放送する時短や、時間調整のために極端に短い放送尺にされるまぶしといった処置がとられることもある。
千鳥、かまいたちは挑戦者を事前に各軍ドラフト会議で指名し、クリアした曲の合計数が多いチームが勝利となる。勝利したチームのキャプテンには金一封が贈られる。
FNS27時間テレビ内の放送（後述）を除き失敗・敗北時の罰ゲームは行わないが、挑戦者の要望によっては、過去の番組内での失礼なヤジに対する謝罪などをさせられる事もある。また挑戦者もレンチャン数が事前設定したノルマに満たない場合、出禁・改名などの罰ゲームを賭ける場合もある。
ノーマルモード
ほぼ全ての挑戦者が挑戦する基本的なモード。ルールは上記の通り。10曲はそれぞれレベルが1～10まで設定されている。
鬼ハードモード
特番第4回で初登場。ノーマルモードで鬼レンチャンを達成した者は「レジェンド枠」と認定され「鬼ハードモード」に挑戦することになる。1曲目がレベル5の曲となり、以降レベル6、7…とレベルが上昇。後半5曲は全てレベル10となり、これら全てを歌い上げると「鬼レンチャン達成」となる。難易度が高い分、賞金も倍の200万円に上昇。ただし、鬼ハードモードで2回レベル9以下（5曲目以下）で失敗すると「レジェンド枠」は剥奪され、次回はノーマルモードから出直しとなる。なお、レジェンド枠を剥奪されても再びノーマルモードをクリアすれば賞金100万円とともにレジェンド枠に復帰することが出来る。なお、レベル構成が同じ「タッグモード」「メドレーモード」で鬼レンチャンを達成してもレジェンド枠に昇格あるいは復帰することはできない。現時点でこのモードでの鬼レンチャン達成者はいない。
イージーモード
実力未知数の挑戦者や、ノーマルモードでの成績が伸びない挑戦者が挑む。レベル1〜5の曲を2回ずつ挑戦し、10曲連続で成功すれば「鬼レンチャン」となるが、賞金はノーマルモードより安い10万円（1000円札100枚の束）となる。鬼レンチャンを達成すればノーマルモードへの挑戦も可能となる。
昭和歌謡モード
レギュラー版第10回で初登場。ノーマルモードとは異なり、5曲の候補曲が全て昭和歌謡のみとなる。それ以外のルールはノーマルモードと同様。
タッグモード
サビの部分を2人で交互に歌い、1人でもミスした時点で即終了となる。それ以外のルールはノーマルモードと同様。賞金は初登場回では100万円（2人で折半とした場合、1人あたりの賞金が50万円）だったが、『FNS27時間TV 鬼笑い祭』で行われて以降は200万円（1人あたりの賞金がノーマルモードと同額の100万円）になった。なお、回によっては「タッグモード」ではなく「タッグ戦」や「タッグマッチ」などと表記される場合がある。
タッグ鬼ハードモード
ノーマルモードで鬼レンチャンを達成した者による「レジェンド枠」のタッグもしくはタッグモードで鬼レンチャンを達成したタッグで鬼ハードモードと同じレベル構成で挑戦する。ルールはタッグモード、鬼ハードモードと同様。賞金は400万円（1人あたりの賞金が鬼ハードモードと同額の200万円）。
メドレーモード
レギュラー版第22回で初登場。あらかじめ挑戦する曲をレベルごとに全て選択し、1度に休憩ほぼ無しで5曲連続で歌いきらなければならない（前半はレベル1～5、後半はレベル6～10）。メドレー間では各曲をクリア後に次の歌い出しまで約15秒間のみ休憩やトークが可能。それ以外のルールはノーマルモードと同様。
男女タッグモード
男女2人がペアとなり、通常のタッグモードでは、1曲のサビを交互に歌い、全てのレベルで2人一緒に歌うが、こちらはレベル毎に歌う人が交互に変わっていく。レベル1でミスをすれば、パートナーは1曲も歌わずに終了となることもある。鬼レンチャン達成時の賞金は200万円。それ以外のルールはノーマルモードと同様。
オンリーモード
レギュラー版第36回で初登場。レベル1からレベル10の候補曲リストが全てもしくは数曲がそのアーティストのみとなる。特定のレパートリーを得意とするモノマネタレントがこのモードで挑戦することが多い。また昭和歌謡モードと違い、ノーマルモードとレベルが異なることはない。それ以外のルールはノーマルモードと同様。
特別ルール
- FNS27時間テレビ
  - FNS27時間テレビでは、負けたチームに罰ゲームが執行される。
  - 2023年は、千鳥軍が負けたら、テツandトモの『変顔笑点の刑（笑点のテーマ曲に合わせて変顔をする）[注 17][注 18]』、かまいたち軍が負けたら挑戦VTR内の華原朋美から指示で『ピンクレオタードを着て朋ちゃんダンス（ピンクレオタードを肌色のタイツの上に着て笑点のテーマ曲に合わせて自由にダンスをする）』を設定。結果負けたかまいたち軍が罰ゲームを受けた。さらに山内には、5uppersの楽曲『それぞれのストーリー』の山内のソロラップ部分を生放送で披露するという罰ゲームも執行された。これについては鬼レンチャン達成時の罰ゲームであるため、挑戦VTR後、ピンクレオタードとは別に行われた。
  - 2024年のFNS27時間テレビでも負けた「新しいカギ軍」の代表者2名（霜降り明星）に罰ゲームとして「ピンクレオタード変顔笑点の刑」が執行された。

- TVer特別編
  - 明治ブルガリアヨーグルトと当番組がコラボした特別企画。ルールはノーマルモードと同様だが、通常のサビ部分を歌い終わった後に明治ブルガリアヨーグルトのサウンドロゴが流れ、その部分を歌い切ってはじめてクリアとなる。ただし、レベルが上がるごとにサウンドロゴ部分の音程キーが上がっていき、難易度が上がる。鬼レンチャンとなる10レンチャンを達成すれば、明治ブルガリアヨーグルト3年分が贈られる。スタジオの千鳥は挑戦者2人のうちどちらがより多くのレンチャンを重ねられるかを予想し、選んだ挑戦者で大悟軍とノブ軍を結成する。勝利軍のキャプテンには明治ブルガリアヨーグルト1カ月分が贈られる。なお、この特別企画にかまいたちは出演せず、天の声もユースケではなく山本賢太アナが担当した。

### スポーツレンチャンSP
スポーツ自慢の芸能人たちがさまざまなスポーツ競技で鬼レンチャンを目指す。一部競技は、千鳥とかまいたちがいるスタジオと挑戦者がいる別スタジオで中継をつなぎ、生挑戦を行うというパターンも存在する。27時間テレビでの開催以降、伊藤利尋アナウンサーが実況を担当。
サバイバルレンチャン
勝ち残り方式で行い、優勝者1人のみが鬼レンチャン達成となる。スタジオの千鳥とかまいたちは鬼レンチャンを達成できると思う人物を半数ずつドラフトで選抜し、レンチャン数に応じたポイントを獲得し競い合う。（鬼レンチャン達成者はレギュラー第7回では予選6レース+鬼レンチャンボーナス3ポイントを加算し9ポイント、それ以外は1レンチャンにつき1ポイント）賞金は当初は金一封だったが、27時間テレビでの開催以降はレギュラー回でも100万円が贈られるようになった。
400mサバイバルレンチャン
12人の男性芸能人が1周400mを走る。予選は1レースごとに最下位1人が脱落。残りのプレイヤーは勝ち残る度に1レンチャンずつ加算。この予選を残り4人になるまで繰り返し、生き残った4人で決勝レースを行う。1位が鬼レンチャン達成となる。なお、最下位争いが接戦となり、同着となった場合は陸上のルールに則り、ゴールライン内側の線を胴体が先に通過した方が上位となり、スローでも決着がつかない場合はやり直しとなる。なお、各レース間の休憩時間は5分間。2023年の27時間テレビでは400m生サバイバルレンチャンとして生放送で実施された。
女子300mサバイバルレンチャン
12人の女性芸能人が1周400mのうちの300mを走る。基本的なルールは400mサバイバルレンチャンと同様だが、体力差を考慮して距離が300mとなっている。決勝レースは4人で行い、決勝レースの1位が鬼レンチャン達成となり賞金100万円を獲得できる。
4×200mリレーサバイバルレンチャン
10チームが4人1組のチームを結成し、1周400mのトラックを1人200mずつ走る。基本的なルールは400mサバイバルレンチャンと同様だが、400mサバイバルレンチャンと異なり、スプリント力が重要となり、筋肉により大きな負荷がかかるため走る順番はレース毎に変えても良いためチームの戦略が鬼レンチャン達成の大きなポイントとなる。決勝レースは3チームで行い、1位のチームが鬼レンチャン達成となり賞金100万円を獲得できる。400mサバイバルレンチャン同様、伊藤利尋アナが実況として参加する。
サドンデス
勝ち残り戦で対決し、スタジオの千鳥とかまいたちは鬼レンチャンを達成できると思う人物を予選の各対決ごとに1人ずつ、合計4人予想する。
ボウリングサドンデス
8人のボウリング自慢の芸能人がストライクもしくはスペアで生き残りとなるサバイバルに挑戦する。予選は1vs1の対決であり、双方が交互に最大2投ずつストライクもしくはスペアを目指して投球、同じ巡目で成功と失敗が分かれた時点で決着となり成功した方が決勝に進出。決勝は4人で行い、それぞれが順番に2投ずつ投球、成功者と失敗者が両方発生した巡目での失敗者が脱落、最後まで生き残った1人が優勝となり鬼レンチャン達成となる。鬼レンチャン達成者には金一封が贈られる。
ゴルフサドンデス
プロゴルファー1人とゴルフ好き芸人3人の計4人の対決。全3ホールで対決し、ホールごとに最も打数の多かった者は脱落、最後まで生き残った1人が優勝となり鬼レンチャン達成となる。
メダリストレンチャン
オリンピックなどでメダルを獲得したメダリストが自身の競技で鬼レンチャン達成を目指す。メダリストは制限時間内にミッションをクリアし、5回連続でクリアできれば鬼レンチャン達成となり賞品を獲得できる。ただし、レベルが上がるごとに対戦相手の芸人軍の実力者やパワーがある芸人が登場していき、難易度が上がっていく。スタジオの千鳥とかまいたちはメダリストと芸人軍どちらが勝利するかを予想する。
タイムリミットレンチャン
2チームが4人1組のチームを結成し、プレッシャーがかかる競技に挑戦し、制限時間300秒以内でのクリアを目指す。これを3競技行いレンチャン数の多いチームの勝利となる。勝利軍には金一封が贈られる。スタジオの千鳥とかまいたちはどちらのチームが勝利するかを予想する。

### サブコーナー
名曲サビトロレンチャン
レギュラー第2回からのサブコーナー。長らくローカル枠内のコーナーであったが、2025年4月のローカル枠廃止後は番組本編にて継続されている。スタジオの千鳥とかまいたちが曲のサビを聴いてその曲名を早押しで当てる。先に3レンチャン（3問連続正解）したチームの勝利となる。誤答した場合はその問題の解答権がなくなる（相手はサビを10秒聞いた上で押せる）。相手に正解されるとこれまでのレンチャン数がリセットされるが、両者不正解の場合、レンチャン数はリセットされない。なお、両軍3レンチャンを達成できず全問消化した場合は引き分けとなるが、レギュラー第16回では天の声のユースケが即興である曲のサビを歌い、正解したチームが勝利となった。レギュラー第12回からは大悟が音楽を知らなすぎるということで津田が千鳥軍の助っ人として参加する。ローカル枠時代の名残で、独立したコーナーとして扱われており、勝敗によるポイントはメインコーナーのポイントに合算されない。

### 過去行なわれていたコーナー

#### スポーツレンチャンSP（過去）
100kmサバイバルマラソン
2023年・2024年のFNS27時間テレビ内で実施。脚力に自信のある18人の挑戦者が「100kmの道のりを、必要以上に休憩時間を取らずに走った場合、いったいいつゴールできるのか?」を検証すべく一斉に挑戦する。目の前を走る先導車を追いかける形で走り、その車から引き離されてしまい、集団から約30メートル差の1番後ろで一定速度で走る鬼（鬼教師）に抜かされてしまったランナーはその時点で脱落。また、途中の休憩における医師の診察でドクターストップが出た場合もその時点で脱落となる。休憩は最初は10kmごと、60km地点からは5kmごとに行われる。なお、最後の3kmはペースメーカーの先導車なしで自分のペースでゴールを目指し、ここから1位を目指すガチンコ競走がスタートする。2024年大会では女性ランナーに対するハンデとして男性ランナーより3分間早くペースメーカーが外れるようになった。1位でゴールした挑戦者が優勝者となり、賞金1000万円が贈られる。2023年8月20日の「千鳥の鬼レンチャン 特別版」にて、生放送では放送できなかった部分を含めた完全版が2時間スペシャルとして放送された。また、2024年では前回王者のハリー杉山がスターター、コットンが前回に引き続きリポーターを担当する。
サバイバルレンチャン
水泳サバイバルレンチャン
10人の芸能人が50メートル平泳ぎで対決する。予選を7レース行い、各レースの最下位が脱落。残りのプレイヤーは勝ち残る度に1レンチャン加算。決勝レースは3人で行い、決勝レースの1位が鬼レンチャン達成となる。鬼レンチャン達成者には金一封が贈られる。スタジオの千鳥とかまいたちは鬼レンチャンを達成できると思う人物を5人ずつ予想し、レンチャン数に応じたポイントを獲得できる（鬼レンチャン達成者は鬼レンチャン達成ボーナスの3ポイント含む合計10ポイント、それ以外は1レンチャンにつき1ポイント）。
筋トレサバイバルレンチャン
10人の芸能人が筋トレ競技で対決する。予選は腕立てや懸垂など異なる競技を5回戦行い、各競技の最下位が脱落。残りのプレイヤーは勝ち残る度に1レンチャンずつ加算。決勝戦は5人で60秒間で腕立てした回数を競い、決勝戦の1位が鬼レンチャン達成となり金一封が獲得できる。スタジオの千鳥とかまいたちは鬼レンチャンを達成出来ると思う人物を5人ずつ予想し、レンチャン数に応じたポイントを獲得できる（鬼レンチャン達成者は鬼レンチャン達成ボーナスの5ポイント含む合計10ポイント、それ以外は1レンチャンにつき1ポイント）。
大縄レンチャン
千鳥とかまいたちが14人の芸人の中から7人を指名してそれぞれチームを結成。各チーム3回ずつ挑戦し、連続で跳んだ回数を競う。跳んだ回数分がそのまま各チームのポイントとして加算される。終了した場合、照明が赤転される。
出塁レンチャン
4人の野球自慢の芸能人が各レベル10球以内に出塁を目指す。ただし出塁出来なかった時点で即終了・チャレンジ失敗となる。守備のエラーで出塁してもクリアとなる。なお、レベルが上がるごとにピッチングマシンの球速が上がり、難易度も上がっていく。レベル5の150kmクリアで鬼レンチャン達成となる。鬼レンチャン達成者には金一封が贈られる。スタジオの千鳥とかまいたちは鬼レンチャンを達成できると思う人物を2人ずつ予想し、レンチャン数に応じたポイントを獲得できる。
芸人ガマンレンチャン
千鳥とかまいたちが14人の芸人の中から7人を指名してそれぞれチームを結成。息止め3回戦と鼻フックに挑戦する。息止めは各チーム2人ずつ参加し、ガマン出来なくなったら脱落。最後まで残った1人のチームのみに10秒につき1ポイントずつ加算。鼻フックは各チーム4人ずつ参加。500mlのペットボトルを1本ずつ入れていく。ガマン出来なくなったら脱落。最後まで残った1人のチームのみに1本につき1ポイントずつ加算。2つの競技が終了した時点で合計レンチャン数が多いチームの勝利。

#### サブコーナー（過去）
サビケツレンチャン
レギュラー初回 - 第30回まで不定期で放送。スタジオの千鳥とかまいたちが、曲の歌詞のサビの終わりの隠れている文字を歌い上げる（ヒントとして頭文字は表記されている）。隠れている文字数はレベルごとに増えていく。解答者（歌う人）はコンビ内で交互に担当し、自分の番ではない時は解答することができない（ただし、レギュラー第20回以降では曲の知識が少ない大悟の救済措置として、大悟の番では自らの判断で津田に解答権（マイク）を渡すことができる）。各チームレベル7（7問）まで用意されており、より高いレベルをクリアしたチームに1ポイントが加算され、メインコーナーでの獲得ポイントに合算される。これを最大2回戦行う。失敗した場合、照明が赤転される。
逃走せよレンチャン
過去の傑作選をメインコーナーとしておくったレギュラー第42回のサブコーナー。12人の美女軍がサッカーコートを舞台に森脇率いるハンター軍から逃げ回る。ハンターに確保されたプレイヤーは即脱落。2分間を1セットとし、生き残ったプレイヤーは1レンチャンずつ加算。ただし、1回戦終わるごとにハンターが1体ずつ追加されていき、逃げ切るのが難しくなる。これを5回戦行い1人でもハンター軍から逃げ切れば美女軍の勝利。全員確保されればハンター軍の勝利となる。勝利軍には金一封が贈られる。スタジオの千鳥とかまいたちはどちらの軍が勝利するかを予想する。

#### ローカルセールス枠のコーナー
2025年3月まで一部地域を除き番組末尾6分のローカル枠で放送された。
津田レンチャン/徳永レンチャン/森脇レンチャン
特定の競技で3レンチャンを目指すコーナー。特番第2回から特番第4回はダイアンの津田篤宏が、レギュラー第1回では徳永ゆうきが、レギュラー第9回では森脇健児が担当した。失敗した場合、照明が赤転される。
卓球レンチャン
レギュラー第4回のサブコーナー。挑戦者2人がペアとなり、10回連続できたらクリアとなる卓球のラリーに挑戦し、3レンチャンを目指す。ただし、レベルが上がるにつれ、卓球台の面積が小さくなっていき難易度があがる。スタジオの千鳥とかまいたちは、挑戦者ペアが3レンチャンを達成できるかできないかを予想する。あるいは鬼レンチャンを達成できると思うペアを予想する。
ピアノレンチャン
レギュラー第5回のサブコーナー。ダイアンの津田がピアノを1週間練習する。レベルごとに用意された課題曲をクリアし、3レンチャンを目指す。判定は丘みどりが通う歌の教室の先生が担当し、判定に関してはテンポ・メロディーは対象外で違う音を出してしまうと失敗となる。スタジオの千鳥とかまいたちは、津田が3レンチャンを達成できるかできないかを予想する。
徳永ゆうき サビだけカラオケ復帰への道
レギュラー第6回からのサブコーナー。サビだけカラオケでの成績が伸びないゆえにローカルセールス枠コーナー担当（要するにクビ）となった徳永が、30秒間で指パッチンした回数のギネス世界記録などに挑戦し、サビだけカラオケ復帰を目指す。
レギュラー第8回ではこぶしレンチャンとして、レベルごとに決められた課題曲で約50秒のサビの間に決められた数のこぶしを入れる。レベルがあがるごとに入れなければならない数が増え、難易度が上がる。なお、こぶしが入っているかの判定はカラオケAIが行う。レベル3の50個をクリアで鬼レンチャン達成となり、サビだけカラオケに復帰できる。
レギュラー第8回のこぶしレンチャンにて鬼レンチャンを達成し、サビだけカラオケへの復帰が決定した。復帰戦となったレギュラー第12回では、自己ベスト記録の4レンチャンを達成できなければ再度クビだったがその逆境を跳ね除け、鬼レンチャンを達成した。
歌うま新人発掘プロジェクト
レギュラー第11回のサブコーナー。「サビだけカラオケ」出場を目指した新人オーディションを実施し、特に印象深かった4人の新人を千鳥とかまいたちが吟味する。レギュラー第15回では、このコーナーで紹介した演歌歌手の彩青がサビだけカラオケに初出場を果たしたものの、初出場時の徳永同様、0レンチャンに終わった(後にノーマルモードで5レンチャンまで到達)。
サビだけカラオケ 時短曲お詫びのフル公開
レギュラー第13回のサブコーナー。放送時間の都合上、本編で4曲時短となってしまった保田圭の時短した楽曲をフルで披露した。
息止め番宣レンチャン
番宣ゲストが3つのミッションに連続で挑戦。3つのミッションをクリアして、最後の番宣コメントを言い切ることができたらクリア。制限時間は芸人ガマンレンチャンの息止めで130秒という脅威の記録を叩き出したザブングル加藤が担い、ガマンできなくなったら終了となる

### 特番時代のコーナー
ディズニー知識対決
特番第2回のサブコーナー。ディズニー知識自慢の芸人4人に対して各テーマに沿った問題を5問出題し、5レンチャンを目指す。不正解者は即脱落。全3テーマ用意されている。スタジオの千鳥とかまいたちが、各テーマ毎に鬼レンチャンを達成すると思う1人を予想する。予想した人物が鬼レンチャンを達成すれば5ポイント獲得。ただし、途中で脱落した場合は0ポイントとなる（ただし、最終テーマのみ勝利の可能性がなくなった千鳥軍に対し、チャンカワイに強制ベットする代わりに鬼レンチャン達成で倍の10ポイント獲得という救済措置がとられた。）。
中継レンチャン
特番第4回のサブコーナー。向井康二（Snow Man）・たむらけんじ・ひょっこりはんがテニスの壁打ちでの3レンチャンを目指し挑戦。また、津田レンチャンで恒例のフェンシングにダイアンの津田と卓球の水谷隼が挑戦した。両軍はそれぞれの競技で一番レンチャンが続く挑戦者を予想。的中チームに1ポイントが加算されるルールであった。

## 放送リスト

### パイロット版
| 回 | 放送日   | 曜日   | 放送時間      | 企画             | 挑戦者 | 勝利軍   | 放送枠   | 備考      |
| -- | -------- | ------ | ------------- | ---------------- | --- | -------- | -------- | --------- |
| P1 | 10月09日 | 金曜日 | 19:00 - 21:00 | サビだけカラオケ | 亜生(ミキ)、エミリン、丘みどり、長田庄平（チョコレートプラネット）、狩野英孝、後上翔太（純烈）、ずま（虹色侍）、徳永ゆうき、ほいけんた、May J. | 引き分け | （なし） | [ 注 24 ] |

| 回 | 放送日   | 曜日   | 放送時間      | 企画                                | 挑戦者 | 勝利軍     | 放送枠   | 備考               |
| -- | -------- | ------ | ------------- | ----------------------------------- | --- | ---------- | -------- | ------------------ |
| P2 | 02月12日 | 金曜日 | 19:00 - 21:55 | サビだけカラオケ ディズニー知識対決 | 亜生（ミキ）、荒牧陽子、丘みどり、柏木ひなた（私立恵比寿中学）、河合郁人（A.B.C-Z）、サーヤ（ラランド）、島谷ひとみ、徳永ゆうき、ほしのディスコ（パーパー）、Mr.シャチホコ/小島よしお、後藤拓実（四千頭身）、斎藤司（トレンディエンジェル）、チャンカワイ（Wエンジン） | かまいたち | （なし） | [ 注 25 ]          |
| P3 | 07月04日 | 日曜日 | 19:00 - 21:54 | サビだけカラオケ Snow Manレンチャン | 愛内里菜、稲田直樹（アインシュタイン）、丘みどり、華原朋美、河合郁人（A.B.C-Z）、Chay、徳永ゆうき、ビューティーこくぶ、Mr.シャチホコ、丸山礼/Snow Man（岩本照・深澤辰哉・向井康二）                                                                                    | 千鳥       | 日バラ8  | [ 注 26 ]          |
| P4 | 12月29日 | 水曜日 | 18:30 - 23:03 | サビだけカラオケ 中継レンチャン     | 荒牧陽子、華原朋美、島谷ひとみ、徳永ゆうき、富田鈴花（日向坂46）、濱田崇裕（WEST.）、BENI、マルシア、Mr.シャチホコ、丸山礼/たむらけんじ、向井康二（Snow Man）、ひょっこりはん                                                                                          | かまいたち | （なし） | [ 注 1 ] [ 注 27 ] |

### レギュラー版
- 27H2023は『FNS27時間テレビ 鬼笑い祭』を表す。
- 27H2024は『FNS27時間テレビ 日本一たのしい学園祭!』を表す。

#### レギュラー版第1期

##### 2022年
| 回 | 放送月日 | 放送時間      | 企画                                                                            | 挑戦者 | 勝利軍     | 備考      |
| -- | -------- | ------------- | ------------------------------------------------------------------------------- | --- | ---------- | --------- |
| 1  | 05月01日 | 19:00 - 21:54 | サビだけカラオケ サビケツレンチャン                                             | 丘みどり、河邑ミク、木山裕策、津田篤宏（ダイアン）、徳永ゆうき、Mr.シャチホコ | かまいたち | [ 注 26 ] |
| 2  | 05月22日 | 19:00 - 21:00 | サビだけカラオケ                                                                | 河合郁人（A.B.C-Z）、KAY-I（ROYALcomfort）、濵田崇裕（ジャニーズWEST）、BENI、マルシア、misono | かまいたち | [ 注 28 ] |
| 3  | 06月05日 | 19:00 - 21:00 | サビだけカラオケ                                                                | エハラマサヒロ、神奈月、島谷ひとみ、徳永ゆうき、藤川千愛、よよよちゃん | 千鳥       | [ 注 28 ] |
| 4  | 06月26日 | 19:00 - 21:00 | サビだけカラオケ イージーモード大会                                             | RG（レイザーラモン）、河合郁人（A.B.C-Z）、金ちゃん（鬼越トマホーク）、斉藤慎二（ジャングルポケット）、津田篤宏（ダイアン）、徳永ゆうき | かまいたち | [ 注 28 ] |
| 5  | 07月03日 | 20:00 - 21:54 | サビだけカラオケ                                                                | 麻倉未稀、荒牧陽子、高橋真麻、Chay | かまいたち | [ 注 26 ] |
| 6  | 07月31日 | 20:00 - 21:54 | サビだけカラオケ                                                                | 亜生（ミキ）、柏木ひなた（私立恵比寿中学）、木下隆行（TKO）、富田鈴花（日向坂46）、友近、hitomi | 千鳥       | [ 注 26 ] |
| 7  | 08月21日 | 20:00 - 21:54 | 秋のスポーツレンチャンSP 400mサバイバルレンチャン 出塁レンチャン 大縄レンチャン | 濵田崇裕（ジャニーズWEST）、大久保嘉人、おばたのお兄さん、後藤拓実・石橋遼大（四千頭身）、森脇健児、もう中学生、ニッチロー、岡野陽一、ワタリ119/おばたのお兄さん、とにかく明るい安村、樽美酒研二（ゴールデンボンバー）、川﨑宗則/八木真澄（サバンナ）、尾形貴弘（パンサー）、小島よしお、インディアンス（田渕裕章・きむ）、お見送り芸人しんいち、和田まんじゅう（ネルソンズ）、HG（レイザーラモン）、津田篤宏（ダイアン）、あばれる君、ワタリ119、アインシュタイン（稲田直樹・河井ゆずる）、やす子 | かまいたち | [ 注 26 ] |
| 8  | 09月04日 | 20:00 - 21:00 | サビだけカラオケ                                                                | 加護亜依、狩野英孝、坂本冬休み、LiLiCo | 千鳥       | [ 注 28 ] |
| 9  | 09月25日 | 19:00 - 21:54 | サビだけカラオケ                                                                | 丘みどり、木山裕策、ほいけんた、松浦航大、Mr.シャチホコ、ゆめちゃん | かまいたち | [ 注 26 ] |
| 10 | 10月23日 | 19:00 - 21:00 | サビだけカラオケ                                                                | 市川由紀乃、炎鵬、金ちゃんパパ、翔猿、nanami、錦野旦 | かまいたち | [ 注 28 ] |
| 11 | 11月20日 | 20:00 - 21:54 | サビだけカラオケ                                                                | 神山智洋（ジャニーズWEST）、島谷ひとみ、よよよちゃん、りんごちゃん | 千鳥       | [ 注 26 ] |

##### 2023年
| 回       | 放送月日                                    | 放送時間                   | 企画                                                                                      | 勝利軍     | 備考                |
| -------- | ------------------------------------------- | -------------------------- | ----------------------------------------------------------------------------------------- | ---------- | ------------------- |
| 12       | 01月08日                                    | 19:00 - 21:54              | サビだけカラオケ                                                                          | かまいたち | [ 注 26 ]           |
| 13       | 01月22日                                    | 20:00 - 21:54              | サビだけカラオケ 90年代アーティストSP                                                     | かまいたち | [ 注 26 ] [ 注 29 ] |
| 14       | 01月29日                                    | 19:00 - 21:00              | 冬のスポーツレンチャンSP 400mサバイバルレンチャン 水泳サバイバルレンチャン 大縄レンチャン | 千鳥       | [ 注 28 ]           |
| 15       | 02月19日                                    | 20:00 - 21:54              | サビだけカラオケ 番組から重大発表！                                                       | かまいたち | [ 注 26 ]           |
| 16       | 02月26日                                    | 20:00 - 21:00              | 筋トレサバイバルレンチャン                                                                | 千鳥       | [ 注 28 ]           |
| 17       | 03月12日                                    | 19:00 - 21:00              | 初代鬼ハードモード覇者視聴者予想SP 丘みどり×島谷ひとみ特別対談                            | 勝敗なし   | [ 注 28 ]           |
| 18       | 03月26日                                    | 19:00 - 21:54              | サビだけカラオケ                                                                          | かまいたち | [ 注 26 ]           |
| 19       | 04月16日                                    | 19:00 - 21:54              | サビだけカラオケ                                                                          | かまいたち | [ 注 26 ]           |
| 20       | 04月30日                                    | 19:00 - 21:00              | サビだけカラオケ サビケツレンチャン                                                       | 千鳥       | [ 注 28 ]           |
| 21       | 05月21日                                    | 19:00 - 21:00              | サビだけカラオケ                                                                          | かまいたち | [ 注 28 ]           |
| 22       | 06月04日                                    | 19:00 - 21:00              | サビだけカラオケ サビケツレンチャン                                                       | かまいたち | [ 注 28 ]           |
| 23       | 06月18日                                    | 19:00 - 21:00              | ほいけんた小学生人気緊急調査 27時間テレビのタッグ9組を発表! サビだけカラオケ（再放送）    | 勝敗なし   | [ 注 28 ]           |
| 24       | 07月02日                                    | 19:00 - 21:00              | 400mサバイバルレンチャン（再放送） サビだけカラオケ 27時間テレビ続報                      | かまいたち | [ 注 28 ]           |
| 25       | 07月16日                                    | 19:00 - 21:00              | サビだけカラオケ サビケツレンチャン                                                       | 千鳥       | [ 注 28 ]           |
| 27H 2023 | 07月22日                                    | 19:00ごろ - 22:00ごろ      | サビだけカラオケ タッグモード大会                                                         | 千鳥       |                     |
| 27H 2023 | 07月22日                                    | 19:00ごろ - 翌日12:00ごろ  | 100kmサバイバルマラソン（27時間テレビ 通し企画）                                          | かまいたち |                     |
| 27H 2023 | 7月22日 - 7月23日                           | 19:00ごろ - 翌日12:00ごろ  | 100kmサバイバルマラソン（27時間テレビ 通し企画）                                          | かまいたち |                     |
| 27H 2023 | 07月23日                                    | 19:00ごろ - 翌日12:00ごろ  | 100kmサバイバルマラソン（27時間テレビ 通し企画）                                          | かまいたち |                     |
| 27H 2023 | 17:45ごろ - 18:20ごろ 18:50ごろ - 19:45ごろ | 400m生サバイバルレンチャン |                                                                                           | かまいたち |                     |
| 27H 2023 | 19:45ごろ - 20:40ごろ                       | 大縄レンチャン             |                                                                                           | かまいたち |                     |
| 26       | 08月06日                                    | 19:00 - 21:00              | サビだけカラオケ アイドルSP                                                               | かまいたち | [ 注 28 ]           |
| 27       | 08月20日                                    | 19:00 - 21:00              | 100kmサバイバルマラソン 完全版                                                            | 勝敗なし   | [ 注 28 ]           |
| 28       | 08月27日                                    | 19:00 - 21:54              | サビだけカラオケ                                                                          | 引き分け   | [ 注 26 ]           |
| 29       | 10月15日                                    | 19:00 - 21:54              | サビだけカラオケ                                                                          | 千鳥       | [ 注 26 ]           |
| 30       | 10月29日                                    | 19:00 - 21:00              | サビだけカラオケ サビケツレンチャン                                                       | かまいたち | [ 注 28 ]           |
| 31       | 11月12日                                    | 19:00 - 21:00              | サビだけカラオケ 全員初参戦SP                                                             | 千鳥       | [ 注 28 ]           |
| 32       | 11月26日                                    | 19:00 - 21:54              | サビだけカラオケ                                                                          | 千鳥       | [ 注 26 ]           |

##### 2024年
| 回       | 放送月日 | 放送時間              | 企画                                                                                                | 勝利軍                             | 備考      |
| -------- | -------- | --------------------- | --------------------------------------------------------------------------------------------------- | ---------------------------------- | --------- |
| 33       | 01月07日 | 19:00 - 21:54         | サビだけカラオケ 新春タッグモード大会                                                               | かまいたち                         | [ 注 26 ] |
| 34       | 01月28日 | 19:00 - 21:00         | サビだけカラオケ                                                                                    | 千鳥                               | [ 注 28 ] |
| 35       | 02月11日 | 19:00 - 21:54         | 冬のスポーツレンチャンSP 27時間テレビ400ｍ生サバイバルレンチャン（再放送) 400ｍサバイバルレンチャン | 千鳥                               | [ 注 26 ] |
| 35       | 02月11日 | 19:00 - 21:54         | 芸人ガマンレンチャン                                                                                | 千鳥                               | [ 注 26 ] |
| 36       | 02月25日 | 19:00 - 21:00         | サビだけカラオケ                                                                                    | 千鳥                               | [ 注 28 ] |
| 37       | 03月10日 | 19:00 - 21:00         | サビだけカラオケ                                                                                    | かまいたち                         | [ 注 28 ] |
| 38       | 03月31日 | 19:00 - 21:00         | サビだけカラオケ                                                                                    | かまいたち                         | [ 注 28 ] |
| 39       | 04月21日 | 19:00 - 21:00         | サビだけカラオケ                                                                                    | 千鳥                               | [ 注 28 ] |
| 40       | 05月12日 | 19:00 - 21:54         | サビだけカラオケ                                                                                    | 千鳥                               |           |
| 41       | 05月26日 | 19:00 - 21:00         | サビだけカラオケ                                                                                    | 千鳥                               |           |
| 42       | 06月09日 | 19:00 - 21:00         | サビだけカラオケ 傑作タッグマッチ 逃走せよレンチャン                                                | かまいたち                         |           |
| 43       | 06月23日 | 19:00 - 21:54         | サビだけカラオケ                                                                                    | 千鳥                               |           |
| 44       | 07月07日 | 19:00 - 21:00         | サビだけカラオケ                                                                                    | かまいたち                         |           |
| 27H 2024 | 07月20日 | 20:15ごろ - 23:30ごろ | サビだけカラオケ タッグモード大会                                                                   | 鬼レンチャン                       | [ 注 37 ] |
| 45       | 08月11日 | 19:00 - 21:00         | 鬼レンチャン歌謡祭ディレクターズカット                                                              | 勝敗なし                           |           |
| 46       | 08月18日 | 19:00 - 21:00         | サビだけカラオケ                                                                                    | かまいたち                         |           |
| 47       | 09月08日 | 19:00 - 21:00         | 秋のスポーツレンチャンSP 400ｍサバイバルレンチャン                                                  | かまいたち                         | [ 注 28 ] |
| 47       | 09月08日 | 19:00 - 21:00         | 芸人ガマンレンチャン                                                                                | 千鳥                               | [ 注 28 ] |
| 48       | 09月15日 | 19:00 - 21:54         | サビだけカラオケ 時短復活SP                                                                         | 27時間テレビの再放送のため勝敗なし |           |
| 49       | 10月06日 | 19:00 - 21:54         | サビだけカラオケ 落選タッグSP                                                                       | 千鳥                               |           |
| 50       | 10月20日 | 19:00 - 21:00         | サビだけカラオケ                                                                                    | かまいたち                         |           |
| 51       | 11月03日 | 19:00 - 21:00         | サビだけカラオケ                                                                                    | 千鳥                               |           |
| 52       | 11月17日 | 19:00 - 21:54         | サビだけカラオケ                                                                                    | 千鳥                               |           |
| 53       | 12月01日 | 19:00 - 21:00         | 4×200mリレーサバイバルレンチャン                                                                    | かまいたち                         |           |

##### 2025年
| 回 | 放送月日 | 放送時間      | 企画                                                                         | 挑戦者 | 勝利軍     | 備考      |
| -- | -------- | ------------- | ---------------------------------------------------------------------------- | --- | ---------- | --------- |
| 54 | 01月05日 | 19:00 - 21:54 | サビだけカラオケ 新春タッグモード大会                                        | 神山智洋＆濵田崇裕（WEST.）、池田裕楽（STU48）&キンタロー。、ほいけんた&Toshl、仲川瑠夏&櫻井優衣（FRUITS ZIPPER）、富田鈴花&髙橋未来虹（日向坂46）、浦川翔平&鈴木昂秀（THE RAMPAGE） | かまいたち | [ 注 26 ] |
| 55 | 01月19日 | 19:00 - 21:54 | サビだけカラオケ                                                             | リン・ユーチュン、荒牧陽子、河合郁人、Crystal Key | 千鳥       | [ 注 38 ] |
| 56 | 02月09日 | 19:00 - 21:00 | サビだけカラオケ                                                             | 城南海、ササキオサム（MOON CHILD）、平野綾、宇徳敬子 | かまいたち |           |
| 57 | 02月23日 | 19:00 - 21:54 | 冬のスポーツレンチャンSP メダリストレンチャン 女子300m走サバイバルレンチャン | 鏡優翔、青木マッチョ（かけおち）、太田博久（ジャングルポケット）、和田まんじゅう（ネルソンズ）、福島善成（ガリットチュウ）、青山フォール勝ち（ネルソンズ）金田朋子、福島和可菜、ギャビー、守屋茜、くわがた心、信子（ぱーてぃーちゃん）、井上咲楽、AYA、上谷沙弥、風見和香（私立恵比寿中学）、安田美沙子、キンタロー。 | かまいたち |           |
| 58 | 03月16日 | 19:00 - 21:00 | サビだけカラオケ                                                             | 佐野晶哉（Aぇ! group）、シェネル、SARI、TEE | 千鳥       |           |

#### レギュラー版第2期

##### 2025年
| 回 | 放送月日 | 企画                                     | 挑戦者 | 勝利軍     | 備考 |
| -- | -------- | ---------------------------------------- | --- | ---------- | ---- |
| 59 | 04月13日 | 400mサバイバルレンチャン                 | ワタリ119、柿谷曜一朗、菅田琳寧（B&ZAI）、庄司栄太（やままん）、石橋遼大（四千頭身）森脇健児、おばたのお兄さん、鄭大世、金子侑司、佐野文哉（OWV）、大田泰示、よしき | かまいたち |      |
| 60 | 04月20日 | サビだけカラオケ                         | 仲川瑠夏&櫻井優衣（FRUITS ZIPPER）、りんごちゃん、よよよちゃん、RG（レイザーラモン） | 千鳥       |      |
| 61 | 04月27日 | サビだけカラオケ                         | 岡村梨央（STU48）、木山裕策、徳永ゆうき、DOZAN11 | かまいたち |      |
| 62 | 05月11日 | サビだけカラオケ                         | BENI、たむたむ、杜このみ、麻倉未稀 | 引き分け   |      |
| 63 | 05月18日 | サビだけカラオケ                         | 水森かおり、西寄ひがし、柏木ひなた、関真美、塩田将己（SHOW-WA） | かまいたち |      |
| 64 | 05月25日 | サビだけカラオケ                         | 新浜レオン、松浦航大、池田裕楽（STU48）、松田元太（Travis Japan） | 千鳥       |      |
| 65 | 06月01日 | ボウリングサドンデス                     | おばたのお兄さん、加賀谷秀明（フタリシズカ）、梶原雄太（キングコング）、ガダルカナル・タカ、黒田アーサー、高橋恭平（なにわ男子）、ダンディ坂野、横尾渉（Kis-My-Ft2） | 千鳥       |      |
| 66 | 06月15日 | サビだけカラオケ                         | アサガオ（デラックス×デラックス）、さくらまや、竹中雄大（Novelbright）、meiyo | 引き分け   |      |
| 67 | 06月22日 | 4×200mリレーサバイバルレンチャン         | 【チーム 元プロ野球選手】 金子侑司、上田剛史、安部友裕、三好大倫【チーム ワタナベエンターテインメント】 ワタリ119、石橋遼大（四千頭身）、よしき、スゲーニョ髙橋【チーム 森脇軍団】 藤光謙司、森脇杏、ねんねん（ひよしなかよし）、ニッチロー【チーム オールスター感謝祭】 森渉、猫ひろし、佐野文哉（OWV）、菅田琳寧（B&ZAI）【チーム グレープカンパニー】 栗谷（カカロニ）、すがや（カカロニ）、たける（東京ホテイソン）、とう（ウォーターズ）【チーム 元サッカー選手】 加地亮、鄭大世、柿谷曜一朗、田中隼磨【チーム 吉本興業】 おばたのお兄さん、PANA、庄司栄太（やままん）、福ちゃん【チーム LDH】 瀬口黎弥（FANTASTICS from EXILE TRIBE）、日髙竜太（BALLISTIK BOYZ from EXILE TRIBE）、海沼流星（BALLISTIK BOYZ from EXILE TRIBE）、TAKI（THE JET BOY BANGERZ from EXILE TRIBE）【チーム しんいち軍団】 お見送り芸人しんいち、タイガーDATE（スピーディーハンター）、平山大志（楽願）、一星（風立ちアイランド）【チーム 太田プロ】 ノッチ（デンジャラス）、折田智久（サルベース）、いけ（モシモシ）、トミサット（センチネル） | 千鳥       |      |
| 68 | 07月13日 | サビだけカラオケ                         | 坂本冬休み、高橋真麻、トモ（テツandトモ）、ロンフーあつし | かまいたち |      |
| 69 | 07月27日 | サビだけカラオケ                         | 浦川翔平（THE RAMPAGE）&TEE、徳永ゆうき&新浜レオン、ほいけんた、水森かおり&キンタロー。 | 千鳥       |      |
| 70 | 08月03日 | サビだけカラオケタイムリミットレンチャン | ななみなな、増田彩乃（CUTIE STREET）〈WEST.軍〉 重岡大毅、桐山照史、藤井流星、濵田崇裕 〈芸人軍〉 尾形貴弘（パンサー）、ザブングル加藤、栗谷（カカロニ）、とにかく明るい安村 | 千鳥       |      |
| 71 | 08月10日 | ゴルフサドンデス腕相撲トーナメント       | イ・ボミ、梶原雄太（キングコング）、津田篤宏（ダイアン）、たむたむ青木マッチョ（かけおち）、石橋貴俊、大鶴肥満（ママタルト）、しんや、栃ノ心剛史、福島善成（ガリットチュウ）、ボビー・オロゴン、みちお（トム・ブラウン） |            |      |
| 72 | 08月17日 | サビだけカラオケ                         | いっこく堂、chay、MindaRyn、松倉海斗（Travis Japan） | 千鳥       |      |
| 73 | 08月24日 | サビだけカラオケ                         | 河合郁人、ダブルネーム、玉井詩織（ももいろクローバーZ）、ハリウリサ |            |      |

### 特別編
| 回  | 放送日   | 放送時間    | 企画                            | MC                      | 挑戦者                     | 勝利軍   |
| --- | -------- | ----------- | ------------------------------- | ----------------------- | -------------------------- | -------- |
| 特1 | 06月01日 | 3:55 - 4:25 | 生鬼レンチャン サビだけカラオケ | 鬼越トマホーク コットン | 島太星、ビューティーこくぶ | コットン |

| 回  | 放送日    | 放送時間      | 企画                                                             | MC   | 挑戦者                 | 勝利軍 |
| --- | --------- | ------------- | ---------------------------------------------------------------- | ---- | ---------------------- | ------ |
| 特2 | 05月029日 | 22時 配信開始 | 明治ブルガリアヨーグルト×千鳥の鬼レンチャン サビだけカラオケ対決 | 千鳥 | ほいけんた、徳永ゆうき | 大悟   |

## 鬼レンチャン達成者

### サビだけカラオケ
- 太字は鬼ハードモードで鬼レンチャン達成、斜字はレジェンド剥奪
- 27H2023は『FNS27時間テレビ 鬼笑い祭』を表す。
- 27H2024は『FNS27時間テレビ 日本一たのしい学園祭!』を表す。

#### パイロット（特番）版
| 回 | 達成者     | モード   | 所属軍     | 備考                       |
| -- | ---------- | -------- | ---------- | -------------------------- |
| P1 | May J.     | ノーマル | 千鳥       | 史上初の鬼レンチャン達成。 |
| P2 | 荒牧陽子   | ノーマル | かまいたち |                            |
| P2 | 島谷ひとみ | ノーマル | かまいたち | [ 注 40 ]                  |
| P3 | 丘みどり   | ノーマル | 千鳥       | [ 注 41 ]                  |
| P3 | chay       | ノーマル | かまいたち | [ 注 42 ]                  |
| P4 | 荒牧陽子   | ノーマル | かまいたち | [ 注 43 ]                  |

#### レギュラー版
| 回       | 達成者                                                   | モード   | 所属軍     | 備考 |
| -------- | -------------------------------------------------------- | -------- | ---------- | --- |
| 1        | 河邑ミク                                                 | ノーマル | かまいたち | 初挑戦で鬼レンチャン達成。女性芸人初の鬼レンチャン達成。 |
| 4        | 金ちゃん（鬼越トマホーク）                               | イージー | かまいたち | イージーモードであるものの、初挑戦で男性史上初の鬼レンチャン達成。 史上初となるイージーモードでの鬼レンチャン達成。 |
| 5        | 高橋真麻                                                 | ノーマル | かまいたち | 初挑戦で鬼レンチャン達成。 |
| 9        | ほいけんた                                               | ノーマル | 千鳥       | 初回出場時は5レンチャンであったが、2回目の挑戦で特例ルールではあるが男性挑戦者初の鬼レンチャン達成。 |
| 9        | 松浦航大                                                 | ノーマル | かまいたち | 初挑戦で鬼レンチャン達成。 ほいが特例を適用したため、正式ルールでの男性挑戦者初の鬼レンチャン達成となった。 |
| 10       | nanami                                                   | ノーマル | かまいたち | 初挑戦で鬼レンチャン達成。 |
| 11       | 島谷ひとみ                                               | ノーマル | かまいたち | 自身2度目の鬼レンチャン達成。 |
| 12       | 徳永ゆうき                                               | ノーマル | かまいたち | 自己最高記録を上回る5レンチャンを達成できなければ引退を宣言しての挑戦であったが、8回目の挑戦で鬼レンチャンを達成。 |
| 18       | KAY-I（ROYALcomfort）                                    | ノーマル | かまいたち | かまいたち推薦歌手として出演。 初回出場時は6レンチャンだったが、2回目の挑戦で鬼レンチャン達成。 |
| 19       | ササキオサム（MOON CHILD）                               | ノーマル | かまいたち | 初回出場時は8レンチャンであったが、2回目の挑戦で鬼レンチャン達成。 またロックシンガーとして初の鬼レンチャン達成。 |
| 22       | ほい航大                                                 | メドレー | 千鳥       | 自身2度目の鬼レンチャン。 史上初となるメドレーモードでの鬼レンチャン達成。 史上初の「ノーマルモード」「メドレーモード」の2冠達成となった。                                                                                              |
| 25       | BENI                                                     | ノーマル | 千鳥       | これまでの最高記録は7レンチャンであったが、3回目の挑戦で鬼レンチャン達成。 |
| 27H 2023 | 華原朋美&丘みどり （アンチかまいたちタッグ）             | タッグ   | 千鳥       | 丘は2度目、華原は初の鬼レンチャン達成。 史上初のタッグモードでの鬼レンチャン達成。 また、丘は「ノーマルモード」「タッグモード」の2冠達成。                                                                                              |
| 27H 2023 | 神山智洋&濵田崇裕 （ジャニーズWEST / 熱語り×阿呆タッグ） | タッグ   | かまいたち | 両者共に初の鬼レンチャン。 また、ジャニーズ事務所所属者初の達成となった。 |
| 28       | 竹中雄大（Novelbright）                                  | ノーマル | 千鳥       | 初回出場時は2レンチャンであったが、2回目の挑戦で鬼レンチャン達成。 |
| 29       | 柏木ひなた                                               | ノーマル | かまいたち | 前回出場時は9レンチャンであり、今回鬼レンチャンを達成出来なければ番組卒業を宣言しての挑戦であったが、4回目の挑戦で鬼レンチャン達成。 現役女性アイドル時代に本番組に出演経験のある女性アイドル出身者として初の鬼レンチャン達成となった。 |
| 32       | 佐野晶哉（Aぇ！group）                                   | ノーマル | かまいたち | 初回出場時は9レンチャンであったが、2回目の挑戦で鬼レンチャン達成。 現役アイドル初のノーマルモードで鬼レンチャン達成。 鬼レンチャン達成者の最年少記録を更新。                                                                            |
| 32       | よよよちゃん                                             | ノーマル | 千鳥       | これまでの最高記録は9レンチャンであったが、4回目の挑戦で鬼レンチャン達成。 |
| 36       | シェネル                                                 | ノーマル | かまいたち | 初挑戦で鬼レンチャン達成。 外国人挑戦者で初の鬼レンチャン達成。 |
| 37       | 富田鈴花（日向坂46）                                     | ノーマル | かまいたち | これまでノーマルモード3回連続9レンチャン止まりであったが、ノーマルモード4回目の挑戦で鬼レンチャン達成。 現役女性アイドル初の鬼レンチャン達成者となり、女性の鬼レンチャン達成者の最年少記録を更新。                                      |
| 38       | ハリウリサ                                               | ノーマル | 千鳥       | 初挑戦で鬼レンチャン達成。 |
| 43       | chay                                                     | ノーマル | 千鳥       | 自身2度目の鬼レンチャン達成。 |
| 44       | ほい航大                                                 | ノーマル | かまいたち | 自身3度目の鬼レンチャン。 鬼レンチャンを達成できなければ「ホイコーロー」に改名をかけての挑戦であったが、鬼レンチャンを達成し、改名は回避した。                                                                                          |
| 49       | 丘みどり                                                 | ノーマル | 千鳥       | 自身3度目の鬼レンチャン。 |
| 52       | 歌心りえ                                                 | ノーマル | 千鳥       | 初挑戦および50歳代の女性挑戦者で初の鬼レンチャン達成。 |
| 54       | 富田鈴花&高橋未来虹 （日向坂46 / 日向坂46タッグ）        | タッグ   | かまいたち | 髙橋は初挑戦で鬼レンチャン達成。 富田は史上2人目のノーマル&タッグモード二冠達成。 |
| 62       | たむたむ                                                 | ノーマル | 千鳥       | 初回出場回は6レンチャンだったが、2回目の挑戦で鬼レンチャン達成。 |
| 62       | 杜このみ                                                 | ノーマル | かまいたち | 初登場で鬼レンチャン達成（演歌歌手では番組史上初）。 |
| 64       | 池ちゃん（STU48）                                        | ノーマル | 千鳥       | 史上最年少鬼レンチャン達成。鬼レンチャン達成者の最年少記録を更新。 |

### サバイバルレンチャン
| 回       | 競技         | 達成者                 | 所属軍     |
| -------- | ------------ | ---------------------- | ---------- |
| 7        | 男子400m走   | 大久保嘉人             | 千鳥       |
| 14       | 男子400m走   | 大久保嘉人             | 千鳥       |
| 14       | 水泳         | じゅんいちダビッドソン | 千鳥       |
| 16       | 筋トレ       | 清原博                 | 千鳥       |
| 27H 2023 | 男子400m走   | おばたのお兄さん       | かまいたち |
| 35       | 男子400m走   | 鳥谷敬                 | 千鳥       |
| 47       | 男子400m走   | ワタリ119              | 千鳥       |
| 53       | 4×200mリレー | チーム吉本             | かまいたち |
| 57       | 女子300m走   | AYA                    | かまいたち |
| 59       | 男子400m走   | 佐野文哉（OWV）        | かまいたち |

### サドンデス
| 回 | 競技       | 達成者                   | 所属軍     |
| -- | ---------- | ------------------------ | ---------- |
| 65 | ボウリング | 高橋恭平（なにわ男子）   | 千鳥       |
| 71 | ゴルフ     | 梶原雄太（キングコング） | かまいたち |

### 100kmサバイバルマラソン
| 回       | 達成者           | 所属軍     |
| -------- | ---------------- | ---------- |
| 27H 2023 | ハリー杉山       | かまいたち |
| 27H 2024 | いけ（モシモシ） | -          |

### 単発企画
| 回 | 種目                                 | 達成者                         | 所属軍     |
| -- | ------------------------------------ | ------------------------------ | ---------- |
| P2 | ディズニー知識                       | 斎藤司（トレンディエンジェル） | かまいたち |
| P2 | ディズニー知識                       | チャンカワイ（Wエンジン）      | 千鳥       |
| P3 | 胸まで懸垂（Snow Manレンチャン）     | 岩本照                         | 千鳥       |
| P3 | クレーンゲーム（Snow Manレンチャン） | 深澤辰哉                       | かまいたち |
| 7  | 出塁                                 | 川﨑宗則                       | かまいたち |
| 59 | メダリスト                           | 鏡優翔                         | 千鳥       |
| 71 | 腕相撲トーナメント                   | ボビー・オロゴン               | 千鳥       |

## ネット局

### 第1回
| 放送対象地域   | 放送局                          | 系列                          | 放送時間                          | ネット状況                                           |
| -------------- | ------------------------------- | ----------------------------- | --------------------------------- | ---------------------------------------------------- |
| 関東広域圏     | フジテレビ（CX）                | フジテレビ系列                | 2020年10月9日 金曜 19:00 - 21:00  | 製作局                                               |
| 岩手県         | 岩手めんこいテレビ（mit）       | フジテレビ系列                | 2020年10月9日 金曜 19:00 - 21:00  | フルネット                                           |
| 秋田県         | 秋田テレビ（AKT）               | フジテレビ系列                | 2020年10月9日 金曜 19:00 - 21:00  | フルネット                                           |
| 島根県・鳥取県 | さんいん中央テレビ（TSK）       | フジテレビ系列                | 2020年10月9日 金曜 19:00 - 21:00  | フルネット                                           |
| 広島県         | テレビ新広島（tss）             | フジテレビ系列                | 2020年10月9日 金曜 19:00 - 21:00  | フルネット                                           |
| 熊本県         | テレビくまもと（TKU）           | フジテレビ系列                | 2020年10月9日 金曜 19:00 - 21:00  | フルネット                                           |
| 鹿児島県       | 鹿児島テレビ（KTS）             | フジテレビ系列                | 2020年10月9日 金曜 19:00 - 21:00  | フルネット                                           |
| 岡山県・香川県 | 岡山放送（OHK）                 | フジテレビ系列                | 2020年10月9日 金曜 20:00 - 21:00  | 20:00飛び乗り（以降フルネット）                      |
| 山口県         | テレビ山口（tys）               | TBS系列                       | 2020年12月31日 木曜 14:00 - 16:00 | 遅れネット                                           |
| 宮城県         | 仙台放送（OX）                  | フジテレビ系列                | 2020年10月9日 金曜 19:00 - 20:54  | 同時ネット （フジテレビでの終了時間6分前に飛び降り） |
| 山形県         | さくらんぼテレビ（SAY）         | フジテレビ系列                | 2020年10月9日 金曜 19:00 - 20:54  | 同時ネット （フジテレビでの終了時間6分前に飛び降り） |
| 福島県         | 福島テレビ（FTV）               | フジテレビ系列                | 2020年10月9日 金曜 19:00 - 20:54  | 同時ネット （フジテレビでの終了時間6分前に飛び降り） |
| 新潟県         | NST新潟総合テレビ（NST）        | フジテレビ系列                | 2020年10月9日 金曜 19:00 - 20:54  | 同時ネット （フジテレビでの終了時間6分前に飛び降り） |
| 長野県         | 長野放送（NBS）                 | フジテレビ系列                | 2020年10月9日 金曜 19:00 - 20:54  | 同時ネット （フジテレビでの終了時間6分前に飛び降り） |
| 静岡県         | テレビ静岡（SUT）               | フジテレビ系列                | 2020年10月9日 金曜 19:00 - 20:54  | 同時ネット （フジテレビでの終了時間6分前に飛び降り） |
| 富山県         | 富山テレビ（BBT）               | フジテレビ系列                | 2020年10月9日 金曜 19:00 - 20:54  | 同時ネット （フジテレビでの終了時間6分前に飛び降り） |
| 石川県         | 石川テレビ（ITC）               | フジテレビ系列                | 2020年10月9日 金曜 19:00 - 20:54  | 同時ネット （フジテレビでの終了時間6分前に飛び降り） |
| 福井県         | 福井テレビ（FTB）               | フジテレビ系列                | 2020年10月9日 金曜 19:00 - 20:54  | 同時ネット （フジテレビでの終了時間6分前に飛び降り） |
| 中京広域圏     | 東海テレビ（THK）再放送 後5：00 | フジテレビ系列                | 2020年10月9日 金曜 19:00 - 20:54  | 同時ネット （フジテレビでの終了時間6分前に飛び降り） |
| 近畿広域圏     | 関西テレビ（KTV）               | フジテレビ系列                | 2020年10月9日 金曜 19:00 - 20:54  | 同時ネット （フジテレビでの終了時間6分前に飛び降り） |
| 愛媛県         | テレビ愛媛（EBC）               | フジテレビ系列                | 2020年10月9日 金曜 19:00 - 20:54  | 同時ネット （フジテレビでの終了時間6分前に飛び降り） |
| 高知県         | 高知さんさんテレビ（KSS）       | フジテレビ系列                | 2020年10月9日 金曜 19:00 - 20:54  | 同時ネット （フジテレビでの終了時間6分前に飛び降り） |
| 佐賀県         | サガテレビ（STS）               | フジテレビ系列                | 2020年10月9日 金曜 19:00 - 20:54  | 同時ネット （フジテレビでの終了時間6分前に飛び降り） |
| 長崎県         | テレビ長崎（KTN）               | フジテレビ系列                | 2020年10月9日 金曜 19:00 - 20:54  | 同時ネット （フジテレビでの終了時間6分前に飛び降り） |
| 北海道         | 北海道文化放送（uhb）           | フジテレビ系列                | 2020年10月9日 金曜 20:00 - 21:00  | 20:00飛び乗り                                        |
| 福岡県         | テレビ西日本（TNC）             | フジテレビ系列                | 2020年10月9日 金曜 20:00 - 21:00  | 20:00飛び乗り                                        |
| 大分県         | テレビ大分（TOS）               | 日本テレビ系列 フジテレビ系列 | 2020年10月9日 金曜 20:00 - 21:00  | 20:00飛び乗り                                        |
| 沖縄県         | 沖縄テレビ（OTV）               | フジテレビ系列                | 2020年10月9日 金曜 20:00 - 21:00  | 20:00飛び乗り                                        |

### 第4回
| 放送対象地域   | 放送局                    | 系列                                         | 放送時間                         | ネット状況                   | 備考       |
| -------------- | ------------------------- | -------------------------------------------- | -------------------------------- | ---------------------------- | ---------- |
| 関東広域圏     | フジテレビ（CX）          | フジテレビ系列                               | 2021年12月29日(水) 18:30 - 23:03 | 【制作局】                   | 【制作局】 |
| 北海道         | 北海道文化放送（uhb）     | フジテレビ系列                               | 2021年12月29日(水) 18:30 - 23:03 | フルネット                   |            |
| 岩手県         | 岩手めんこいテレビ（mit） | フジテレビ系列                               | 2021年12月29日(水) 18:30 - 23:03 | フルネット                   |            |
| 宮城県         | 仙台放送（OX）            | フジテレビ系列                               | 2021年12月29日(水) 18:30 - 23:03 | フルネット                   |            |
| 秋田県         | 秋田テレビ（AKT）         | フジテレビ系列                               | 2021年12月29日(水) 18:30 - 23:03 | フルネット                   |            |
| 山形県         | さくらんぼテレビ（SAY）   | フジテレビ系列                               | 2021年12月29日(水) 18:30 - 23:03 | フルネット                   |            |
| 福島県         | 福島テレビ（FTV）         | フジテレビ系列                               | 2021年12月29日(水) 18:30 - 23:03 | フルネット                   |            |
| 新潟県         | 新潟総合テレビ（NST）     | フジテレビ系列                               | 2021年12月29日(水) 18:30 - 23:03 | フルネット                   |            |
| 長野県         | 長野放送（NBS）           | フジテレビ系列                               | 2021年12月29日(水) 18:30 - 23:03 | フルネット                   |            |
| 静岡県         | テレビ静岡（SUT）         | フジテレビ系列                               | 2021年12月29日(水) 18:30 - 23:03 | フルネット                   |            |
| 富山県         | 富山テレビ（BBT）         | フジテレビ系列                               | 2021年12月29日(水) 18:30 - 23:03 | フルネット                   |            |
| 石川県         | 石川テレビ（ITC）         | フジテレビ系列                               | 2021年12月29日(水) 18:30 - 23:03 | フルネット                   |            |
| 近畿広域圏     | 関西テレビ（KTV）         | フジテレビ系列                               | 2021年12月29日(水) 18:30 - 23:03 | フルネット                   |            |
| 島根県・鳥取県 | さんいん中央テレビ（TSK） | フジテレビ系列                               | 2021年12月29日(水) 18:30 - 23:03 | フルネット                   |            |
| 岡山県・香川県 | 岡山放送（OHK）           | フジテレビ系列                               | 2021年12月29日(水) 18:30 - 23:03 | フルネット                   |            |
| 広島県         | テレビ新広島（tss）       | フジテレビ系列                               | 2021年12月29日(水) 18:30 - 23:03 | フルネット                   |            |
| 愛媛県         | テレビ愛媛（EBC）         | フジテレビ系列                               | 2021年12月29日(水) 18:30 - 23:03 | フルネット                   |            |
| 福岡県         | テレビ西日本（TNC）       | フジテレビ系列                               | 2021年12月29日(水) 18:30 - 23:03 | フルネット                   |            |
| 佐賀県         | サガテレビ（STS）         | フジテレビ系列                               | 2021年12月29日(水) 18:30 - 23:03 | フルネット                   |            |
| 長崎県         | テレビ長崎（KTN）         | フジテレビ系列                               | 2021年12月29日(水) 18:30 - 23:03 | フルネット                   |            |
| 熊本県         | テレビくまもと（TKU）     | フジテレビ系列                               | 2021年12月29日(水) 18:30 - 23:03 | フルネット                   |            |
| 鹿児島県       | 鹿児島テレビ（KTS）       | フジテレビ系列                               | 2021年12月29日(水) 18:30 - 23:03 | フルネット                   |            |
| 沖縄県         | 沖縄テレビ（OTV）         | フジテレビ系列                               | 2021年12月29日(水) 18:30 - 23:03 | フルネット                   |            |
| 福井県         | 福井テレビ（FTB）         | フジテレビ系列                               | 2021年12月29日(水) 18:30 - 22:57 | 同時ネット （22:57飛び降り） |            |
| 中京広域圏     | 東海テレビ（THK）         | フジテレビ系列                               | 2021年12月29日(水) 18:30 - 22:57 | 同時ネット （22:57飛び降り） |            |
| 高知県         | 高知さんさんテレビ（KSS） | フジテレビ系列                               | 2021年12月29日(水) 18:30 - 22:57 | 同時ネット （22:57飛び降り） |            |
| 宮崎県         | テレビ宮崎（UMK）         | フジテレビ系列 日本テレビ系列 テレビ朝日系列 | 2021年12月29日(水) 18:30 - 22:57 | 同時ネット （22:57飛び降り） |            |

### レギュラー版
| 放送対象地域   | 放送局                    | 系列           | 放送時間                                | ネット状況                                | 備考       |
| -------------- | ------------------------- | -------------- | --------------------------------------- | ----------------------------------------- | ---------- |
| 関東広域圏     | フジテレビ（CX）          | フジテレビ系列 | 日曜 20:00 - 21:00 ↓ 日曜 19:00 - 20:54 | 【制作局】                                | 【制作局】 |
| 北海道         | 北海道文化放送（uhb）     | フジテレビ系列 | 日曜 20:00 - 21:00 ↓ 日曜 19:00 - 20:54 | フルネット                                |            |
| 岩手県         | 岩手めんこいテレビ（mit） | フジテレビ系列 | 日曜 20:00 - 21:00 ↓ 日曜 19:00 - 20:54 | フルネット                                |            |
| 宮城県         | 仙台放送（OX）            | フジテレビ系列 | 日曜 20:00 - 21:00 ↓ 日曜 19:00 - 20:54 | フルネット                                |            |
| 秋田県         | 秋田テレビ（AKT）         | フジテレビ系列 | 日曜 20:00 - 21:00 ↓ 日曜 19:00 - 20:54 | フルネット                                |            |
| 山形県         | さくらんぼテレビ（SAY）   | フジテレビ系列 | 日曜 20:00 - 21:00 ↓ 日曜 19:00 - 20:54 | フルネット                                |            |
| 福島県         | 福島テレビ（FTV）         | フジテレビ系列 | 日曜 20:00 - 21:00 ↓ 日曜 19:00 - 20:54 | フルネット                                |            |
| 長野県         | 長野放送（NBS）           | フジテレビ系列 | 日曜 20:00 - 21:00 ↓ 日曜 19:00 - 20:54 | フルネット                                |            |
| 静岡県         | テレビ静岡（SUT）         | フジテレビ系列 | 日曜 20:00 - 21:00 ↓ 日曜 19:00 - 20:54 | フルネット                                |            |
| 石川県         | 石川テレビ（ITC）         | フジテレビ系列 | 日曜 20:00 - 21:00 ↓ 日曜 19:00 - 20:54 | フルネット                                |            |
| 福井県         | 福井テレビ（FTB）         | フジテレビ系列 | 日曜 20:00 - 21:00 ↓ 日曜 19:00 - 20:54 | フルネット                                |            |
| 近畿広域圏     | 関西テレビ（KTV）         | フジテレビ系列 | 日曜 20:00 - 21:00 ↓ 日曜 19:00 - 20:54 | フルネット                                |            |
| 島根県・鳥取県 | さんいん中央テレビ（TSK） | フジテレビ系列 | 日曜 20:00 - 21:00 ↓ 日曜 19:00 - 20:54 | フルネット                                |            |
| 岡山県・香川県 | 岡山放送（OHK）           | フジテレビ系列 | 日曜 20:00 - 21:00 ↓ 日曜 19:00 - 20:54 | フルネット                                |            |
| 広島県         | テレビ新広島（tss）       | フジテレビ系列 | 日曜 20:00 - 21:00 ↓ 日曜 19:00 - 20:54 | フルネット                                |            |
| 愛媛県         | テレビ愛媛（EBC）         | フジテレビ系列 | 日曜 20:00 - 21:00 ↓ 日曜 19:00 - 20:54 | フルネット                                |            |
| 高知県         | 高知さんさんテレビ（KSS） | フジテレビ系列 | 日曜 20:00 - 21:00 ↓ 日曜 19:00 - 20:54 | フルネット                                |            |
| 佐賀県         | サガテレビ（STS）         | フジテレビ系列 | 日曜 20:00 - 21:00 ↓ 日曜 19:00 - 20:54 | フルネット                                |            |
| 長崎県         | テレビ長崎（KTN）         | フジテレビ系列 | 日曜 20:00 - 21:00 ↓ 日曜 19:00 - 20:54 | フルネット                                |            |
| 熊本県         | テレビくまもと（TKU）     | フジテレビ系列 | 日曜 20:00 - 21:00 ↓ 日曜 19:00 - 20:54 | フルネット                                |            |
| 鹿児島県       | 鹿児島テレビ（KTS）       | フジテレビ系列 | 日曜 20:00 - 21:00 ↓ 日曜 19:00 - 20:54 | フルネット                                |            |
| 新潟県         | NST新潟総合テレビ（NST）  | フジテレビ系列 | 日曜 20:00 - 20:54 ↓ 日曜 19:00 - 20:54 | 同時ネット （20:54飛び降り） ↓ フルネット | [ 注 74 ]  |
| 富山県         | 富山テレビ（BBT）         | フジテレビ系列 | 日曜 20:00 - 20:54 ↓ 日曜 19:00 - 20:54 | 同時ネット （20:54飛び降り） ↓ フルネット | [ 注 74 ]  |
| 中京広域圏     | 東海テレビ（THK）         | フジテレビ系列 | 日曜 20:00 - 20:54 ↓ 日曜 19:00 - 20:54 | 同時ネット （20:54飛び降り） ↓ フルネット | [ 注 74 ]  |
| 福岡県         | テレビ西日本（TNC）       | フジテレビ系列 | 日曜 20:00 - 20:54 ↓ 日曜 19:00 - 20:54 | 同時ネット （20:54飛び降り） ↓ フルネット | [ 注 74 ]  |
| 沖縄県         | 沖縄テレビ（OTV）         | フジテレビ系列 | 日曜 20:00 - 20:54 ↓ 日曜 19:00 - 20:54 | 同時ネット （20:54飛び降り） ↓ フルネット | [ 注 74 ]  |

## スタッフ
●=レギュラー版より加入、★=鬼レンチャン歌謡祭を含む。
- ナレーター：垂木勉
- 作家：カツオ、丸山コウジ、安田聡太、鈴木功治（鈴木→第2回 - ）
- 美術制作：三竹寛典（フジテレビ/フジアール、★）、木村文洋（フジアール）
- デザイン：永井達也（フジテレビ/フジアール）
- アートコーディネーター：鈴木真吾（フジアール）
- 大道具製作：村上公志（●）
- 装飾：乾川太志（●/★）
- アクリル装飾：伊藤幸枝（●）
- 視覚効果：倉谷美奈絵（第1回・●/★）
- 植木装飾：小笠原了平
- 電飾：鳥澤遼子（●）
- マルチ：西脇正則
- アートフレーム：田中裕司（第4回）
- メイク：山田かつら（第2回 - ）
- TP：勝村信之（フジテレビ、●）
- TM：鈴木達雄（●）
- SW：矢代祐一（第2回・●）、小出豊（●）【週替り】
- CAM：遠藤俊洋
- VE：石井利幸（第2回 - ）、山下将平（●）【週替り】
- 音声：江川祐
- 照明：安藤雄郎、大場佳祐（大場→●）
- タイトルCG：森三平
- 編集：青柳宇恭
- MA：足達健太郎
- 音響効果：田中寿一、松山矩之
- 美術協力：フジアール、東宝舞台、テレフィット、ナカムラ綜美、東京特殊効果、野沢園、テルミック（テルミ→●/★）、マルチバックス、エスケイシステム
- 技術協力：ニユーテレス、fmt、Eno Studio、casinodrive、東京オフラインセンター（東京→●、第3,4回は協力）
- ロケ協力：DAM第一興商（●、第2回 - 第4回は協力）、Live Art音楽教室（●、第4回は協力）
- 機材協力：LIVEDAM Ai（第2回 - ）
- TK：松下絵里（★）
- FD：大川龍斗（●）
- AP：近藤未来（第2回-）【毎週】、栗脇るか、高橋葉子、島津未來、菅原優衣、藤田典子、原七海、藤本光里、神田聡美、戸塚理沙【週替り】（栗脇〜戸塚→●、栗脇・島津・菅原→一時離脱→復帰）
- AD：上野草太朗、大田龍牙、髙橋寛太、窪田藍、武岳広樹、桃木大地、春田安菜、近藤宇宙、吉田朝香、高江洲大貴、三宅夏巳、辻本美咲、七十苅汐里、友常沙紀【週替り】（高江洲→第4回 - 、高江洲以外全員→●）
- ディレクター：妹尾篤志、金子健之、日下真行・亀池晃弘・小林恵美（MEW）、重原将司、伊藤嘉彦（ONE TEN）、三好良太（フォーミュレーションI.T.S.）、武田聡志（NON PRO）、井上真吾（ガスコイン・カンパニー）、林千恵子、峠奈緒、遠藤貴士、田村秋男、姉崎正広、名取良馬、西谷拓・石川隼（フジテレビ）、橋本和哉、関根欧介、田中大和、大森遼、マリク紗世武、川西崇文、樋口元明、村野哲史、吉田康生、柿田隼、東浦克幸、鈴木渓太、佐藤亮太、林千恵子、本広丈二、松木拓海【週替り】（妹尾・重原・井上→第2回-、妹尾・重原→以前は毎週→一時離脱→復帰、小林→第3回-、伊藤→第1-3回・●、金子・亀池・三好・武田・林〜遠藤・田村〜名取〜松木→●、金子→第2-4回はAD、●途中までFD→以前は毎週、名取→●途中までFD）
- プロデューサー/ディレクター︰鵜飼雅佳（●）【週替り】
- プロデューサー：竹岡直弘（フジテレビ、●）、島田源太郎、小網啓之、川島典子、松井徹【毎週】、岩崎正志（MEW）、黒木明紀（NON PRO）、岸香苗、本山麻美、北山孝【週替り】（島田・川島→第2回-、小網→第3回-、五十嵐→第4回-、松井～北山→●）
- 演出：千葉悠矢（フジテレビ、第4回-）
- 総合演出・プロデュース：武田誠司（フジテレビ、●、第1回・第2回はCP、第3回・第4回は企画兼CP、●以前は企画演出兼プロデュース）
- 制作協力：吉本興業（●）、UNITED PRODUCTIONS（第2回 - ）【毎週】、MEW（●）、NON PRO（●）、ジーヤマ（●）【週替り】
- 制作：フジテレビスタジオ戦略本部第3スタジオ（2022年6月まで編成制作局制作センター第二制作室、2024年6月まで編成制作局バラエティー制作センター→編成総局バラエティ制作局）
- 制作著作：フジテレビ

### FNS鬼レンチャン歌謡祭
- 総合演出：浜崎綾（フジテレビ）
- セットデザイン：鈴木賢太（フジテレビ/フジアール）
- アートコーディネーター：西嶋友里（フジアール）
- 大道具：山寺宏幸
- アートフレーム：石井智之
- 電飾：富谷聡
- CG：岩瀬直孝
- アクリル装飾：藤浪竜之介
- 植木装飾：後藤健
- 幕装飾：西村怜子
- 衣装：岡田夏海
- 持道具：鎌形奈津菜
- 楽器：島津哲也
- LED：齋藤淳之介
- TP：斉藤伸介（フジテレビ）
- TD/SW：米山和孝（フジテレビ）
- SW：真野昇太
- カメラ：長尾康平
- 音声：唐渡健夫（フジテレビ）
- VE：杉本雄亮（フジテレビ）
- PA：佐々木洋
- 照明デザイン：西野大介、内山晶裕
- LSM：中山隆
- 音楽コーディネート：大滝拓見
- コーラスアレンジ：清水俊也
- Manipulator：池田公洋
- 振付：赤沼秀実、槙田妙子
- 編成：草ヶ谷大輔（フジテレビ）
- 広報：齋田悠（フジテレビ）
- 音響効果：中田圭三、髙橋玲南
- テロップ送出：草崎祐一郎
- 編集：藤田拓斗、坂本貴志
- MA：藤井啓介
- TK：平野美紀子
- デスク：富張明子
- 美術協力：チトセアート、ヤマモリ、nu-nu-nu、東京衣裳、京阪商会
- 技術協力：サンフォニックス、田中電設工業、明光セレクト、ロケット、ピーシーライツ、共同テレビジョン、デジデリック、コード、東京TUBE、MTプランニング
- 制作協力：E&W、ハーフトーンミュージック、クラップ&ウォーク、DAM 第一興商
- 衣裳協力：TADASHI SHOJI
- 作家：管原祐也
- アシスタントディレクター：大石佑紀、友村円香、萩原渓太郎（萩原→フジテレビ）
- フロアディレクター：大野悟（クリーク・アンド・リバー社）
- ディレクター：黒岩栄治（アクシーズ）、川上惇（フジテレビ）、伊藤竜太、樋川優美
- プロデューサー：中村峰子（フジテレビ）、宇賀神裕子（E&W）、相場優衣子・福井倫子（クリーク・アンド・リバー社）

### 過去のスタッフ
- ナレーター：元吉有希子（第2回）、窪田等（レギュラー第38回、ハリウリサのパートのみ）
- クイズ実況：伊藤利尋（フジテレビアナウンサー、第2回）
- 作家：とちももこ（第2回）
- 大道具製作：柏木優輝
- アクリル装飾：谷口航平（第1回 - 第4回）
- 装飾：門間誠
- 視覚効果：中溝雅彦（第2回 - 第4回）
- メイク：三宅杏奈（第1回）、高畑奈月（第2回）
- 電飾：枝茂孝（●）
- TP：児玉洋（フジテレビ、第2回 - 第4回）、真崎晋哉（フジテレビ、●）
- TM：高瀬義美（第3回・第4回、第2回はTD）
- SW：小川利行（第1回・第3回・第4回）、横山政照（●）
- VE：宮本学（第1回）、齋藤雄一（●）
- 技術協力：エスパシオ（第1回 - 第4回）
- 撮影協力：音楽塾VOICE（第1回）
- 協力：オフィスながも（第1回）、東京ディズニーランド、東京ディズニーリゾート（共に第2回）、中島由佳、[med]Power by MEDjGYM、㈱MSPプライベートテニスレッスンネット（共に第3回）
- 編成：田村優介（フジテレビ、第1-3回）
- 広報：根本智史（フジテレビ、第1-4回）、北村桃子（フジテレビ、●）
- 営業：寺山優（フジテレビ、第1,2回）、福山晋司（フジテレビ、第3回）
- 制作プロデューサー：吾妻聖子（オフィスながも、第1回）
- AP：山本夕紀子、神野泰輔（共に第2回）、畑中亮太（第4回 - ）、垣内ちひろ、惠川柚美（垣内・惠川→●）
- AD：甲斐巧真、村田穂乃香、伊保内光季（共に第1回）、森田彩、春田安菜、仙頭沙也加、蒋佩薇（共に第2回）、小川凌太（第2,3回）、清田僚太、鎌田諒、植月春花（共に第3回）、福岡尚也、佐々木舞衣、藤岡実来、太田勇士（福岡・藤岡→第4回 - 、佐々木・太田→●）
- ディレクター：篠崎友和（篠崎→●）【毎週】、入口拓矢、開発太志（共に第1回）、佐藤野枝、小島隆輔（共に第2回）
- 演出：鈴木一休（FCC、第1回）
- プロデューサー：笹谷隆司・三井静香（共にFCC、第1回）、津島彩乃（第2回）、田村裕行（第3回）、宮木正悟・五十嵐元（共にフジテレビ、●）
- 制作協力：FCC（第1回）

## FNS鬼レンチャン歌謡祭
『FNS鬼レンチャン歌謡祭』（エフエヌエスおにれんちゃんかようさい、英:FNS ONI RENCHAN MUSIC FESTIVAL）は、フジテレビ系列（FNS）で2023年から毎年1回、ゴールデンタイム・プライムタイム（JST）に生放送されている大型音楽番組。

### 概要
千鳥の鬼レンチャンのサビだけカラオケに出演中の鬼レンチャンファミリーが千鳥・大悟のプロデュースと本家『FNS歌謡祭』スタッフ本気の演出のもとで歌唱パフォーマンスを行う特別番組。また、鬼レンチャンファミリーだけでなく『FNS歌謡祭』の常連アーティストも登場する。千鳥とかまいたちは鬼レンチャンのスタジオからワイプで出演するが、アーティストによってはメインスタジオに移動し、コラボパフォーマンスを生披露する場合がある。ダイアンはパフォーマーとして出演する。

### 放送データ
| 回 | 放送日         | 放送曜日 | 放送時間        | 司会進行 | 司会進行 | 備考 |
| -- | -------------- | -------- | --------------- | -------- | -------- | ---- |
| 1  | 2023年07月23日 | 日曜日   | 10:30 - 13:30頃 | 軽部真一 | 永島優美 |      |
| 2  | 2024年05月29日 | 水曜日   | 18:30 - 21:54   | 軽部真一 | 井上清華 |      |

### 各年の放送内容

#### 第1回（2023年）
- 放送日時：2023年7月23日 10:30 - 13:30
- 司会進行：軽部真一・永島優美（フジテレビアナウンサー）

##### 出演アーティスト
- 神山智洋&濱田崇裕（ジャニーズWEST）
- AKB48
- 倖田來未×水谷千重子
- 酒井法子
- DA PUMP×ササキオサム（MOON CHILD）
- TRF×津田篤宏（ダイアン）
- T-BOLAN
- 松平健×岸大介
- 南こうせつ
- モーニング娘。'23
- ももいろクローバーZ
- 森高千里
- ほいけんた×西川貴教
- 清塚信也×佐藤仁美
- 麻倉未稀
- 稲田直樹（アインシュタイン）
- 丘みどり
- 河合郁人（A.B.C-Z）
- 細魚
- 金ちゃん（鬼越トマホーク）
- 島谷ひとみ
- せいや（霜降り明星）
- 高橋真麻
- 徳永ゆうき
- Mr.シャチホコ
- はまぐりあゆみ（坂本冬休み）
- 林健（ギャロップ）
- BENI
- マルシア
- 矢口真里
- 保田圭
- よよよちゃん
- レイザーラモンRG

##### セットリスト
| 順番 | アーティスト                                                                     | 楽曲                                                         |
| ---- | -------------------------------------------------------------------------------- | ------------------------------------------------------------ |
| 1    | 徳永ゆうき                                                                       | 限界突破×サバイバー（2019/氷川きよし）                       |
| 2    | ほいけんた×T.M.Revolution                                                        | HIGH PRESSURE（1997/T.M.Revolution）                         |
| 3    | 濱田崇裕（WEST.）                                                                | Habit（2022/SEKAI NO OWARI）                                 |
| 4    | 水谷千重子×倖田來未                                                              | キューティーハニー（2004/倖田來未）                          |
| 5    | よよよちゃん                                                                     | 新時代（2022/Ado）                                           |
| 6    | Mr.シャチホコ                                                                    | Cry Baby（2021/Official髭男dism）                            |
| 7    | 丘みどり                                                                         | 紅蓮華（2019/LiSA）                                          |
| 8    | 神山智洋（WEST.）                                                                | アイドル（2023/YOASOBI）                                     |
| 9    | 高橋真麻                                                                         | 残酷な天使のテーゼ（1995/高橋洋子）                          |
| 10   | 高橋真麻                                                                         | シンデレラ・ハネムーン（1978/岩崎宏美）                      |
| 11   | りんごちゃん                                                                     | Runner（1989/爆風スランプ）                                  |
| 12   | 矢口真里×島谷ひとみ×倖田來未×AKB48×ももいろクローバーZ                           | TOMORROW（1995/岡本真夜）                                    |
| 13   | 麻倉未稀                                                                         | ヒーロー HOLDING OUT FOR A HERO（1985）                      |
| 14   | ISSA（DA PUMP）×ササキオサム×濱田崇裕&神山智洋（WEST.）×河合郁人×細魚×徳永ゆうき | 愛は勝つ（1990/KAN）                                         |
| 15   | ももいろクローバーZ                                                              | 走れ!（2010）                                                |
| 16   | 松平健×岸大介                                                                    | マツケンサンバII（2004/松平健）                              |
| 17   | TRF                                                                              | EZ DO DANCE（1993）                                          |
| 18   | TRF×津田篤宏（ダイアン）                                                         | BOY MEETS GIRL（1994/TRF）                                   |
| 19   | ササキオサム（MOON CHILD）×DA PUMP                                               | U.S.A.（2018/DA PUMP）                                       |
| 20   | ほいけんた×モーニング娘。'23                                                     | LOVEマシーン（updated 23 Ver.）（1999/モーニング娘。）       |
| 21   | ほいけんた×AKB48                                                                 | Everyday、カチューシャ（2011/AKB48）                         |
| 22   | ほいけんた×ももいろクローバーZ                                                   | 走れ!（2010/ももいろクローバーZ）                            |
| 23   | 河合郁人                                                                         | 夏の王様（2000/KinKi Kids）                                  |
| 24   | 細魚×BENI                                                                        | ふたりの愛ランド（1984/石川優子とチャゲ）                    |
| 25   | 森高千里                                                                         | 私の夏（1993）                                               |
| 26   | りんごちゃん×濱家隆一（かまいたち）                                              | ビートDEトーヒ（2022/ハマいく）                              |
| 27   | はまぐりあゆみ（坂本冬休み）                                                     | Boys & Girls（1999/浜崎あゆみ）                              |
| 28   | Mr.シャチホコ                                                                    | 名もなき詩（1996/Mr.Children）                               |
| 29   | 徳永ゆうき×山内健司（かまいたち）                                                | ROSIER（1994/LUNA SEA）                                      |
| 30   | T-BOLAN                                                                          | 離したくはない（1991）                                       |
| 31   | 林健（ギャロップ）                                                               | 浅草キッド（1986/ビートたけし）                              |
| 32   | 酒井法子×保田圭                                                                  | 碧いうさぎ（1995/酒井法子）                                  |
| 33   | せいや（霜降り明星）                                                             | 真夏の果実（1990/サザンオールスターズ）                      |
| 34   | 佐藤仁美×清塚信也                                                                | ハナミズキ（2004/一青窈）                                    |
| 35   | 濱田崇裕（WEST.）                                                                | ドライフラワー（2020/優里）                                  |
| 36   | 神山智洋（WEST.）                                                                | 私は最強（2022/Ado）                                         |
| 37   | 南こうせつ                                                                       | 神田川（1973/かぐや姫）                                      |
| 38   | 丘みどり×徳永ゆうき                                                              | 美女と野獣（1991/セリーヌ・ディオン&ピーボ・ブライソン）     |
| 39   | 矢口真里×細魚                                                                    | とびら開けて（2013/クリステン・ベル&サンティノ・フォンタナ） |
| 40   | よよよちゃん×金ちゃん（鬼越トマホーク）                                          | やさしさで溢れるように（2009/JUJU）                          |
| 41   | 島谷ひとみ×稲田直樹（アインシュタイン）                                          | 366日（2008/HY）                                             |
| 42   | マルシア×レイザーラモンRG                                                        | Story（2005/AI）                                             |
| 43   | 細魚と鬼レンチャンの仲間たち                                                     | home（2008/木山裕策）                                        |
| 44   | 島谷ひとみ×丘みどり×BENI                                                         | 亜麻色の髪の乙女（2002/島谷ひとみ）                          |
| 45   | 倖田來未                                                                         | WIND（2006）                                                 |
| 46   | DA PUMP                                                                          | サンライズ・ムーン〜宇宙に行こう〜（2023）                   |

#### 第2回（2024年）
- 放送日時：2024年5月29日 18:30 - 21:54
- 司会進行：軽部真一・井上清華（フジテレビアナウンサー）

##### 出演アーティスト
- 相川七瀬
- 浅岡雄也（FIELD OF VIEW）
- 麻倉未稀
- 荒牧陽子
- 池ちゃん
- いっこく堂
- WEST.
- エハラマサヒロ
- 丘みどり
- 荻野目洋子
- 神山智洋（WEST.）
- 河合郁人
- 岸大介(ユースケ)
- 木山裕策
- キンタロー。
- Crystal Kay
- 郷ひろみ
- 坂本冬美
- 坂本冬休み
- ササキオサム（MOON CHILD）
- シェネル
- 柴山サリー
- 島谷ひとみ
- せいや（霜降り明星）
- 高嶺のなでしこ
- 竹中雄大（Novelbright）
- たむたむ
- たむたむパパ
- chay
- 超ときめき♡宣伝部
- デラックス×デラックス
- 徳永ゆうき
- 富田鈴花（日向坂46）
- 中村素也
- 野呂佳代
- 花村想太（Da-iCE）
- 濵田崇裕（WEST.）
- 林健（ギャロップ）
- ハリウリサ
- BENI
- ほいけんた
- 細川たかし
- 松浦航大
- 松倉海斗（Travis Japan）
- 松崎しげる
- 松田元太（Travis Japan）
- Mr.シャチホコ
- 水森かおり
- 米良美一
- よよよちゃん
- 彩青
- りんごちゃん

##### その他出演者
- ザブングル加藤
- ナダル（コロコロチキチキペッパーズ）
- みなみかわ

##### セットリスト
| 順番 | アーティスト                                                 | 楽曲                                                       |
| ---- | ------------------------------------------------------------ | ---------------------------------------------------------- |
| 1    | WEST.×鬼レンメンバー                                         | ええじゃないか（2014/WEST.）                               |
| 2    | 相川七瀬×鬼レンメンバー                                      | BREAK OUT!（1996/相川七瀬）                                |
| 3    | 徳永ゆうき×彩青                                              | 水平線（2021/back number）                                 |
| 4    | 神山智洋（WEST.）                                            | さよならエレジー（2018/菅田将暉）                          |
| 5    | 木山裕策×たむたむ                                            | サウダージ（2000/ポルノグラフィティ）                      |
| 6    | 松田元太&松倉海斗（Travis Japan）                            | ケセラセラ（2023/Mrs. GREEN APPLE）                        |
| 7    | 麻倉未稀×島谷ひとみ                                          | 残酷な天使のテーゼ（1995/高橋洋子）                        |
| 8    | 水森かおり×丘みどり                                          | マリーゴールド（2018/あいみょん）                          |
| 9    | ほいけんた                                                   | ドライフラワー（2020/優里）                                |
| 10   | BENI                                                         | 晩餐歌（2023/tuki.）                                       |
| 11   | デラックス×デラックス                                        | 怪獣の花唄（2020/Vaundy）                                  |
| 12   | よよよちゃん×鬼レンチャンパフォーマー                        | アイドル（2023/YOASOBI）                                   |
| 13   | ほいけんた×ササキオサム（MOON CHILD）                        | Dynamite（2020/BTS）                                       |
| 14   | 松崎しげる×ササキオサム（MOON CHILD）                        | 愛のメモリー（1997/松崎しげる）                            |
| 15   | 相川七瀬×水森かおり×富田鈴花                                 | 夢見る少女じゃいられない（1995/相川七瀬）                  |
| 16   | 竹中雄大（Norvelbright）×花村想太（Da-iCE）                  | ツキミソウ（2020/Novelbright）                             |
| 17   | BENI×Crystal Kay                                             | All I Want For Christmas Is You（1994/マライア・キャリー） |
| 18   | シェネル×BENI×Crystal Kay                                    | Everything（2000/MISIA）                                   |
| 19   | 池田裕楽（STU48）                                            | さよならの向う側（1980/山口百恵）                          |
| 20   | 米良美一×濱田崇裕                                            | もののけ姫（1997/米良美一）                                |
| 21   | 荻野目洋子×キンタロー。軍団                                  | ダンシング・ヒーロー（1985/荻野目洋子）                    |
| 22   | 細川たかし×彩青                                              | 望郷じょんから（1985/細川たかし）                          |
| 23   | 坂本冬美×坂本冬休み                                          | 夜桜お七（1994/坂本冬美）                                  |
| 24   | 水森かおり×岸大介                                            | 天城越え（1986/石川さゆり）                                |
| 25   | たむたむ                                                     | Love is…（1997/河村隆一）                                  |
| 26   | たむたむ                                                     | I for You（1998/LUNA SEA）                                 |
| 27   | たむたむ×たむたむパパ                                        | イラワジ川（2006/ライラックス）                            |
| 28   | 郷ひろみ×ほいけんた                                          | 言えないよ（1994/郷ひろみ）                                |
| 29   | 郷ひろみ×ほいけんた×エハラボーイズ                           | GOLDFINGER’99（1999/郷ひろみ）                             |
| 30   | りんごちゃん×キンタロー。×よよよちゃん×坂本冬休み            | オトナブルー（2020/新しい学校のリーダーズ）                |
| 31   | 濱田崇裕（WEST.）×シャチホコ×木山裕策×中村素也×林健          | ひとり（2001/ゴスペラーズ）                                |
| 32   | 島谷ひとみ×エハラマサヒロ                                    | 夢はひそかに（1950/シンデレラ）                            |
| 33   | BENI×たむたむ                                                | 愛を感じて（1994/ライオン・キング）                        |
| 34   | シェネル×徳永ゆうき                                          | ホール・ニュー・ワールド（1992/アラジン）                  |
| 35   | 柴山サリー×息止めリレー                                      | 負けないで（1993/ZARD）                                    |
| 36   | 浅岡雄也（FIELD OF VIEW）                                    | 突然（1995/FIELD OF VIEW）                                 |
| 37   | りんごちゃん×いっこく堂                                      | 大空と大地の中で（1977/松山千春）                          |
| 38   | せいや（霜降り明星）                                         | TSUNAMI（2000/サザンオールスターズ）                       |
| 39   | シェネル×G.マディソン                                        | SOS（2024/シェネル）                                       |
| 40   | 丘みどり                                                     | 新時代（2022/Ado）                                         |
| 41   | アサガオ（デラックス×デラックス）                            | 唱（2023/Ado）                                             |
| 42   | 荒牧陽子                                                     | うっせぇわ（2020/Ado）                                     |
| 43   | ほいけんた × 高嶺のなでしこ                                  | 可愛くてごめん（2022/HoneyWorks）                          |
| 44   | ほいけんた × 超ときめき♡宣伝部                               | 最上級にかわいいの!（2024/超ときめき♡宣伝部）              |
| 45   | 濱田崇裕（WEST.）×神山智洋（WEST.）×松田元太（Travis Japan） | Bling-Bang-Bang-Born（2024/Creepy Nuts）                   |
| 46   | Mr.シャチホコ                                                | I WAS BORN TO LOVE YOU（1985/Queen）                       |
| 47   | 細川たかし                                                   | 北酒場（1982/細川たかし）                                  |
| 48   | 竹中雄大（Norvelbright）×chay                                | 点描の唄(feat.井上苑子)（Mrs.GREEN APPLE/2018）            |
| 49   | 丘みどり×松浦航大                                            | 366日（2008/HY）                                           |
| 50   | 津田篤宏（ダイアン）×野呂佳代                                | 渋谷で5時（鈴木雅之、菊池桃子）                            |
| 51   | 花村想太（Da-iCE）×彩青                                      | CITRUS（2020/Da-iCE）                                      |
| 52   | りんごちゃん×ササキオサム（MOON CHILD）                      | Forever Love（1996/X JAPAN）                               |
| 53   | 池田裕楽（STU48）×麻倉未稀×丘みどり×水森かおり×島谷ひとみ    | A song for ××（1999/浜崎あゆみ）                           |
| 54   | ハリウリサ                                                   | ヴィルマ（2024/ハリウリサ）                                |
| 55   | 濱田崇裕（WEST.）                                            | ヒロイン（2015/back number）                               |
| 56   | 松浦航大×Mr.シャチホコ                                       | 奏（2006/スキマスイッチ）                                  |
| 57   | 鬼レンオールスター                                           | This Is Me（2017/Keala Joan Settle）                       |
| 58   | 金ちゃんパパ                                                 | 常盤台ブルース（2008/KIN-CHAN）                            |